# Museos nacionales de Irlanda del Norte

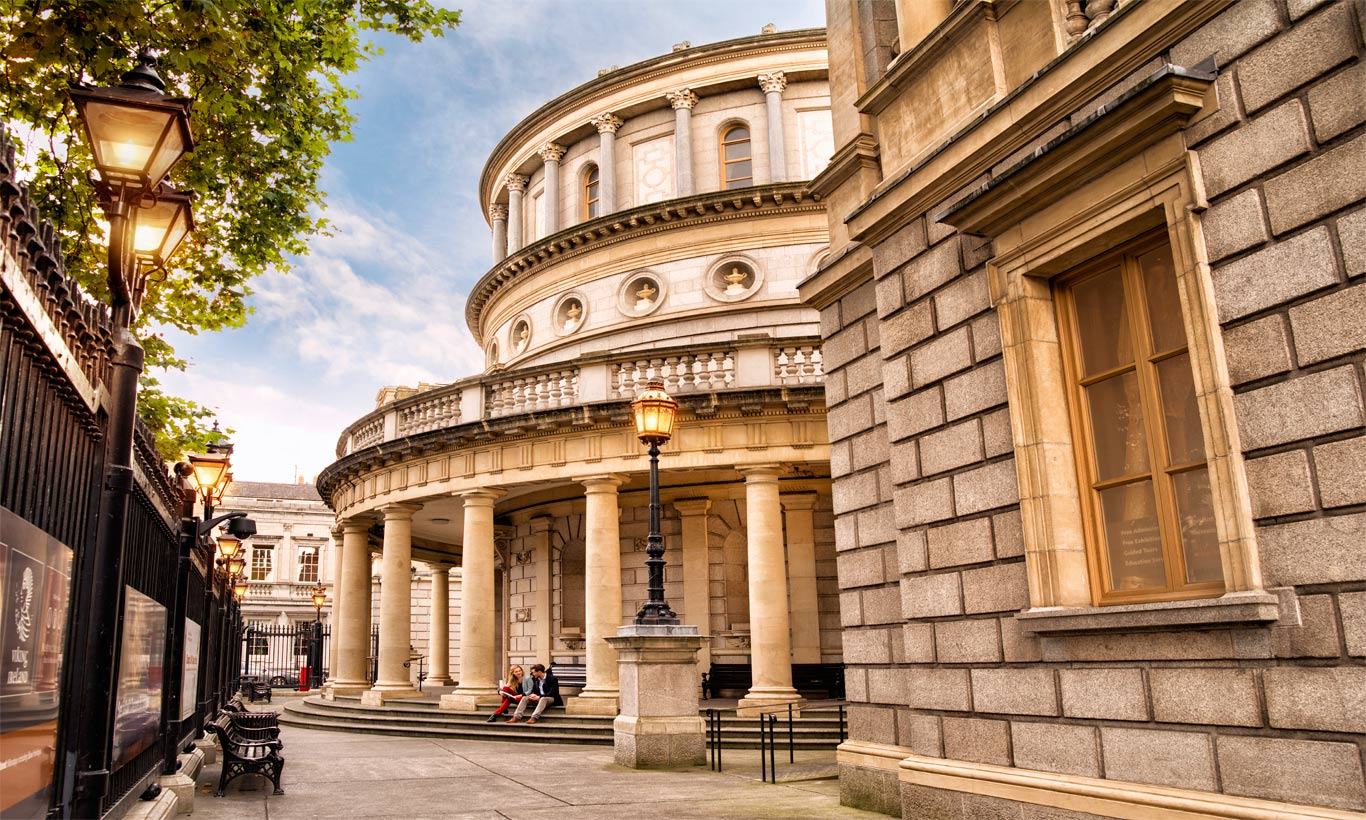

Los museos nacionales de Irlanda del Norte tienen su sede en Cultra, Irlanda del Norte, y constan del Parque Folclórico Americano del Ulster, el Museo Folclórico y de Transporte del Ulster y el Museo del Ulster.
Patrocinados por el Departamento de Cultura, Artes y Ocio para promover la historia, el arte, la ciencia y la cultura del pueblo de Irlanda del Norte, destaca el evento acontecido a finales de agosto de 2018, cuando varios grupos se disputaban el derecho a comprar las 5.500 reliquias del RMS Titanic (activo de la bancarrota de Premier Exhibitions). Finalmente, el Museo Marítimo Nacional, Titanic Belfast y Titanic Foundation Limited, así como los Museos Nacionales de Irlanda del Norte, se unieron como un consorcio que estaba recaudando dinero para comprar los 5.500 artefactos. El grupo tenía la intención de mantener todos los artículos juntos como una sola exhibición. El oceanógrafo Robert Ballard dijo que estaba a favor de esta oferta, ya que aseguraría que los objetos de interés se exhibieran permanentemente en Belfast (donde se construyó el Titanic) y en Greenwich. Los museos criticaron el proceso de licitación establecido por el tribunal de quiebras en Jacksonville, Florida. La oferta mínima para la subasta del 11 de octubre de 2018 se fijó en 21,5 millones de dólares (16,5 millones de libras esterlinas) y el consorcio no disponía de fondos suficientes para cubrir esa cantidad.